# GMMTV EXHIBITION in JAPAN
『GMMTV EXHIBITION in JAPAN』（ジーエムエムティービー エキシビジョン イン ジャパン）は、タイの放送局GMMTVと日本のテレビ朝日が業務提携後、初めて日本で行った展覧会企画である。

## 概要
タイの放送局であるGMMTVに所属するタレント陣のうち、特に人気の4組のペア（8名）にフューチャーし、過去にGMMTVにて放送したドラマシリーズにて使用された衣装や小道具、2020年に全世界配信されたグローバルファンミーティング時の着用衣装をはじめ、この展覧会のために特別に撮影されたスペシャルインタビュー映像などを展示した、世界初のGMMTV展。主催はテレビ朝日が、企画はテレビ朝日とGMMTVが共同で行い、タイ国政府観光庁が特別協力した。
2021年4月16日の東京・六本木会場を皮切りに、福岡、宮城、大阪、愛知を巡回し、同年10月17日まで開催された。東京での会期中には東京都内に新型コロナウイルス感染症拡大の影響による緊急事態宣言が発令されたことを受け、4月25日（日）から5月11日（火）まで休業し、休業期間中のチケットは払い戻された。 また県を越えての移動が制限される中、展覧会に足を運べないファンの要望に応え一部グッズを4月26日から5月23日の間ECサイトにて受注販売した。 2021年9月14日には東京凱旋開催がSNSにて発表された。

## 展示内容

### ピックアップアーティスト
クリス＆シントー
クリス・ピーラワット
シントー・プラチャヤー
SOTUS/ソータス着用衣装
Global Live Fan Meeting着用衣装（スーツ）
オフ＆ガン
オフ・ジュンポン
ガン・アタパン
Theory of Love／セオリー・オブ・ラブ着用衣装、リュック、木箱
Global Live Fan Meeting着用衣装（スーツ）
テイ＆ニュー
テイ・タワン
ニュー・ティティプーン
Dark Blue Kiss 〜僕のキスは君だけに〜着用衣装、HAPPY ANNIVERSARY装飾
Global Live Fan Meeting着用衣装（ジャケット）
ブライト＆ウィン
ブライト・ワチラウィット
ウィン・メータウィン
Global Live Fan Meeting着用衣装（スーツ、作業着風）
2gether着用衣装、ギター
※2021年8月7日の大阪会場より、Global Live Fan Meetingにて着用した衣装2点（作業着風）が追加展示された。

### 等身大パネル
新型コロナウイルス感染症の世界的流行の影響により、展覧会開催期間中にタイからの来日が叶わないことから、ブライトとウィンのペアの「本当は（日本に）行きたいけど、代わりに等身大パネルを送り込もうか」という発言から、展覧会会場に4ペアの2パターンの等身大パネルが設置された。1つは会場外に、もう1つは会場内に展示され見ることができた。
東京会場では会場外に設置されたテイとニューのペアの等身大パネルの足元に、赤い糸に見立てた「赤い毛糸」が2人のファン（POLCA）のためにテレビ朝日により用意された。これはタイ本国にて2021年のバレンタインデーイベントで設置されたテイとニューの等身大パネルをファンが赤い紐でぐるぐる巻きにしたことを模倣したものである。これに関連してテレビ朝日公式マスコットキャラクターであるゴーちゃん。は、手にした「赤い綱」をテイ・ニューのパネルの前でじっと見つめる写真をInstagram上にアップした。
開催期間中に誕生日を迎えたテイとシントーには、誕生日を祝うバルーンが会場内の等身大パネル前に飾られた。

## スケジュール
| 開催都市 | 期間                      | 場所                                        | 営業時間      |
| -------- | ------------------------- | ------------------------------------------- | ------------- |
| 東京都   | 2021年4月16 - 5月23日     | 六本木けやき坂ミュージアム                  | 10:00 - 19:30 |
| 福岡県   | 2021年6月2日 - 6月27日    | hmv museum 博多（HMV&BOOKS HAKATA）         | 11:00 - 19:30 |
| 宮城県   | 2021年7月3日 - 8月1日     | hmv museum 仙台（HMV 仙台 E BeanS）         | 11:00 - 19:30 |
| 大阪府   | 2021年8月7日 - 9月5日     | hmv museum 心斎橋（HMV&BOOKS SHINSAIBASHI） | 11:00 - 19:30 |
| 愛知県   | 2021年9月10日 - 10月17日  | hmv museum 栄（HMV 栄）                     | 11:00 - 19:30 |
| 東京都   | 2021年10月23日 - 11月21日 | hmv museum 渋谷                             | 11:00 - 19:30 |

## チケット
東京会場の前売り券は1300円で、2021年3月13日（土）よりオンライン発売された。チケットは日時指定制で、前売り券の販売状況により当日券1500円も発売された。博多と仙台会場の前売り券は5月8日より、大阪と名古屋会場の前売り券は7月3日より販売された。東京凱旋会場の前売り券は9月17日より販売された。

## コラボカフェ

### 東京会場
2021年3月16日（火）から5月23日（日）まで、GMMTV EXHIBITION in JAPAN開催決定記念として、テレビ朝日1階にあるEXガーデンカフェにてタイドラマ『2gether』に登場するドリンク「ブルーハワイ」と『SOTUS/ソータス』に登場する「ピンクミルク」がコラボドリンクとして提供された。ドリンク1品注文ごとにGMMTV EXHIBITION in JAPANのロゴが描かれたオリジナルコースターが1枚プレゼントされた。
さらに、同カフェでは4月5日（月）よりタイフードメニューの提供も開始され、「ガパオライス」と「グリーンカレー」「ルークチュップ付きコーヒー」が販売された。 このうちガパオライスは期間終了後も通常メニューとして提供されることとなった。

### その他の会場
博多・仙台・大阪・名古屋会場では、それぞれスイーツパラダイスの福岡パルコ店・仙台パルコ店・天王寺店・名古屋パルコ店にてテイクアウト限定で「ブルーハワイ」と「ピンクミルク」のドリンクメニューが提供された。東京会場と同じくオリジナルコースターのプレゼントも行われた。
- 福岡パルコ店：2021年6月2日（水）～6月27日（日）
- 仙台パルコ店：2021年7月3日（土）～8月1日（日）
- 天王寺店：2021年8月7日（土）～9月5日（日）
- 名古屋パルコ店：2021年9月10日（金）～10月17日（日）

## ポップアップストア
2021年8月20日から9月12日にかけて、タワーレコード渋谷店8階のSpace HACHIKAIにて、『GMMTV POPUP STORE』が開催された。入場は無料だが、入店のためにはウェブからの事前予約が必要となり、7月31日の午前10時から受付が開始された。ストアでは「POPUP!!新グッズ」として日本オリジナルグッズが発売され、ポップアップストア以外でも開催期間中にはタワーレコードオンラインショップでの受注販売と、大阪会場では8月7日～19日までの期間は前金受注販売が、8月20日からは展示会会場内でも販売された。
ポップアップストアでは「アース＆ミックス」ペアの衣装展示も世界で初めて行われた。衣装はオンラインファンミーティングでの着用衣装と、ドラマ『A Tale of Thousand Stars』の衣装となる。

## グッズ

### 入場特典
入場時に1人1枚、ピックアップアーティスト8名の「撮り下ろし特製下敷き」（非売品）がランダムでプレゼントされた。

### 販売グッズ
展覧会会場では、オリジナルグッズの他に、GMMTVより過去に発売されたグッズが一部販売された。また、テレアサショップ六本木店でもタイコスメ「idolo」の商品やドラマ・GMMTV俳優関連の書籍が販売されている。
展覧会会場と緊急事態宣言中に期間限定で実施されたECサイトでの受注販売では、物販購入特典として購入した金額5,000円ごとに「GMMTV EXHIBITION メインビジュアルポストカード」が3種類の中から1枚プレゼントされた。
ポップアップストアでのグッズ販売においても、1会計につき「GMMTV POPUP STORE特製四天王ペアポストカード」が1枚プレゼントされた。

#### 展覧会オリジナルグッズ
展覧会オリジナルグッズが完売、もしくは一時的に品切れの場合は、会場にてオンライン受注販売が実施された。
オリジナルグッズのうち特にトランプは海外の一部の国ではギャンブルのイメージもありグッズとして制作が難しい面があるが、日本国内では家族団らんで楽しむものという比較的明るいイメージがあること、また今後新型コロナの感染状況が落ち着きファン同士や友人同士で集まった時に楽しめるようなアイテムを作っておきたいとのテレビ朝日側の思いから、GMMTVより制作の許可が下り制作に至った。
グッズ第2弾は2つ目の博多会場での開催時から販売開始された。
グッズ第3弾は名古屋会場での開催時から受注販売された。
| #     | 名称                                                 | 販売価格                     | 備考 |
| ----- | ---------------------------------------------------- | ---------------------------- | ---- |
| 第1弾 | 四天王ペア A4 クリアファイル（全4種）                | 各400円                      |      |
| 第1弾 | トレーディング缶バッジ Vol.1（全8種）                | 1個400円、8個セット3,200円   |      |
| 第1弾 | トレーディングアクリルスタンド vol.1（全8種）        | 1個1,000円、8個セット8,000円 |      |
| 第1弾 | GMMTV EXHIBITION A4 クリアファイル[メインビジュアル] | 400円                        |      |
| 第1弾 | SNSアクリルキーホルダー（全4種）                     | 各1,000円                    |      |
| 第1弾 | 付箋ブック2種セット（全4種）                         | 各1,200円                    |      |
| 第1弾 | ネーム入りマスク                                     | 1,200円                      |      |
| 第1弾 | ペアネームブレスレット（全4種）                      | 各1,600円                    |      |
| 第1弾 | イラストレーションエコバッグ（全4種）                | 各1,800円                    |      |
| 第1弾 | メモリアルポストカードセット（全4種）                | 各1,000円                    |      |
| 第1弾 | マルチシート（全4種）                                | 各600円                      |      |
| 第1弾 | 刺繍ミラー（全4種）                                  | 各1,200円                    |      |
| 第1弾 | イラストレーションハンドタオル（全4種）              | 各700円                      |      |
| 第1弾 | ★来日祈願ライブグッズ マルチカラーペンライト         | 1,900円                      |      |
| 第1弾 | ★来日祈願ライブグッズ 特大うちわ（全8種）            | 各1,000円                    |      |
| 第1弾 | ペアカラーこんぺいとう                               | 1,000円                      |      |
| 第1弾 | ビジュアルトランプ                                   | 1,800円                      | 完売 |
| 第2弾 | トレーディング缶バッジ Vol.2（全8種）                | 1個400円、8個セット3,200円   |      |
| 第2弾 | トレーディングアクリルスタンド vol.2（全8種）        | 1個1,000円、8個セット8,000円 |      |
| 第3弾 | 四天王ペアBIGアクリルスタンディ（全4種）             | 各5,500円                    |      |

#### GMMTVグッズ
タイより輸入したGMMTVグッズのうち、「PETE-KAO タンブラー」は食品衛生法の規制対象となるため輸入手続きが間に合わず、「ペン立て」として販売された。
| #     | 名称                                       | 販売価格  | 備考                         |
| ----- | ------------------------------------------ | --------- | ---------------------------- |
| 第1弾 | GMMTVノートブック2021                      | 2,000円   | 第2弾でも引き続き販売・完売4 |
| 第1弾 | Sarawat-Tine Bracelet                      | 1,500円   | 完売                         |
| 第1弾 | My Gear and Your Gown ピンバッジ           | 1,500円   | 完売                         |
| 第1弾 | Bright-Win ピンバッジ                      | 1,500円   | 完売                         |
| 第1弾 | THE GIFTED ピンバッジ                      | 1,500円   | 第2弾でも引き続き販売・完売1 |
| 第1弾 | Still 2gether キーホルダー                 | 1,500円   | 完売                         |
| 第2弾 | BABII カレンダー2021                       | 2.500円   |                              |
| 第2弾 | POLCA カレンダー2021                       | 2.500円   |                              |
| 第2弾 | BrightWin カレンダー2021                   | 2.500円   | 完売7                        |
| 第2弾 | Krist ぬいぐるみ                           | 3,000円   | 完売8                        |
| 第2弾 | Singto ぬいぐるみ                          | 3,000円   | 完売9                        |
| 第2弾 | Off ぬいぐるみ                             | 3,000円   | 完売10                       |
| 第2弾 | Gun ぬいぐるみ                             | 3,000円   | 完売15                       |
| 第2弾 | Tay ぬいぐるみ                             | 3,000円   | 完売11                       |
| 第2弾 | New ぬいぐるみ                             | 3,000円   | 完売16                       |
| 第2弾 | Bright ぬいぐるみ                          | 3,000円   | 完売2                        |
| 第2弾 | Win ぬいぐるみ                             | 3,000円   | 完売3                        |
| 第2弾 | SOTUS Hazing Tシャツ                       | 2,100円   | 完売12                       |
| 第2弾 | Toelaew Tシャツ                            | 2,100円   | 完売13                       |
| 第2弾 | SCHOOL RANGERS Tシャツ                     | 2,100円   |                              |
| 第2弾 | I'M TEE, ME TOO Tシャツ                    | 2,100円   |                              |
| 第2弾 | The Shipper スウェット                     | 2,500円   |                              |
| 第2弾 | Krist-Singto フードパーカー                | 9,000円   |                              |
| 第2弾 | I LOVE SUNBRIGHT ハット                    | 2,300円   | 完売14                       |
| 第2弾 | 2getherシリーズ BRIGHT-WIN ブランケット    | 3,500円   | 完売5                        |
| 第2弾 | PERAYA ペンライト                          | 2,800円   |                              |
| 第2弾 | PERAYA LED 扇風機                          | 2,800円   |                              |
| 第2弾 | THE GIFTED ノートブック                    | 700円     |                              |
| 第2弾 | BABII LEDライトボックス                    | 2,800円   |                              |
| 第2弾 | PETE-KAO Pen Stand                         | 1,800円   |                              |
| 第2弾 | BRIGHT-WIN オフィシャルフォトブック（2種） | 各2,700円 | 完売6                        |

#### POPUP!!新グッズ
ポップアップストアでは展覧会グッズとは異なる四天王ペアの写真を使用したオリジナルグッズの他、TELASAにて配信されたGMMTVの人気ドラマ『SOTUS S』『Love Beyond Frontier』『A Tale of Thousand Stars』やTELASA未配信の『Tonhon Chonlatee』『Fish upon the sky』などの日本限定グッズも販売された。
| 名称                                                                        | 販売価格                   | 備考       |
| --------------------------------------------------------------------------- | -------------------------- | ---------- |
| POPUP!! トレーディングアクリルスタンド（全8種）                             | 1個1000円、8個セット8000円 |            |
| POPUP!! トレーディング缶バッジ（全8種）                                     | 1個400円、8個セット3200円  |            |
| POPUP!! 四天王ペア集合 A4クリアファイル                                     | 400円                      |            |
| POPUP!! A4クリアファイル【Krist＆Singto】                                   | 400円                      |            |
| POPUP!! A4クリアファイル【Off＆Gun】                                        | 400円                      |            |
| POPUP!! A4クリアファイル【Tay＆New】                                        | 400円                      |            |
| POPUP!! A4クリアファイル【Bright＆Win】                                     | 400円                      |            |
| POPUP!! アクリルキーホルダー【Krist＆Singto】                               | 1000円                     |            |
| POPUP!! アクリルキーホルダー【Off＆Gun】                                    | 1000円                     |            |
| POPUP!! アクリルキーホルダー【Tay＆New】                                    | 1000円                     |            |
| POPUP!! アクリルキーホルダー【Bright＆Win】                                 | 1000円                     |            |
| POPUP!! ポストカードセット【Krist＆Singto】                                 | 750円                      |            |
| POPUP!! ポストカードセット【Off＆Gun】                                      | 750円                      |            |
| POPUP!! ポストカードセット【Tay＆New】                                      | 750円                      |            |
| POPUP!! ポストカードセット【Bright＆Win】                                   | 750円                      |            |
| POPUP!! シールシート【Krist＆Singto】                                       | 600円                      |            |
| POPUP!! シールシート【Off＆Gun】                                            | 600円                      |            |
| POPUP!! シールシート【Tay＆New】                                            | 600円                      |            |
| POPUP!! シールシート【Bright＆Win】                                         | 600円                      |            |
| 【SOTUS S】 メインビジュアル＆名場面 ポストカードセット                     | 1200円                     | 10枚セット |
| 【Fish upon the sky】 メインビジュアル＆名場面 ポストカードセット           | 1200円                     | 10枚セット |
| 【Love Beyond Frontier】 メインビジュアル＆名場面 A4クリアファイル          | 1200円                     |            |
| 【Tonhon Chonlatee】A4クリアファイル Khaotung＆Pod / Mike&Toptap            | 1200円                     |            |
| 【A Tale of Thousand Stars】アクリルスタンディセット Phupha&Tian (EarthMix) | 1200円                     |            |

※価格はすべて税込

### LINE公式スタンプ
2021年7月27日午前11時より、GMMTV展全国巡回を記念して、8人の静止画を使った40個入りの日本限定のオリジナル公式LINEスタンプが発売されることが、7月21日に公表された。なお、規定により日本限定発売となり、国外（タイ）においてはタイ限定スタンプが順次配信予定とされた。